# Piotr Tołstow
Piotr Jegorowicz Tołstow (ros. Пётр Егорович Толстов, ur. 1 października?/14 października 1917 we wsi Iszkowka w obwodzie saratowskim, zm. 8 czerwca 1986 w Merke) – radziecki wojskowy, Bohater Związku Radzieckiego (1940).

## Życiorys
Urodził się w rodzinie chłopskiej. Skończył 7-letnią szkołę w rodzinnej wsi, od 1929 pracował w kołchozie, w 1934 wraz z rodzicami przeniósł się do Taszkentu, gdzie pracował w stacji agrotechnicznej. W marcu 1938 ukończył kursy szoferów, od 1938 służył w Armii Czerwonej w Białoruskim Okręgu Wojskowym. W składzie 40 pułku artylerii 4 Dywizji Piechoty brał udział w zajmowaniu przez ZSRR Zachodniej Białorusi, czyli agresji ZSRR na Polskę, a zimą 1939–1940 w wojnie z Finlandią jako młodszy dowódca. W 1941 ukończył szkołę artylerii w Odessie i otrzymał stopień porucznika, od kwietnia 1942 uczestniczył w wojnie z Niemcami na Froncie Karelskim, od września 1943 4 Ukraińskim, a od kwietnia 1944 w składzie 56 Brygady Artylerii 26 Dywizji Artylerii 1/2 Frontu Białoruskiego, brał udział w walkach na Krymie, Białorusi i w Polsce oraz w Niemczech. W 1951 ukończył Wyższą Oficerską Szkołę Artylerii, w 1958 został zwolniony do rezerwy w stopniu podpułkownika.

## Odznaczenia
- Złota Gwiazda Bohatera Związku Radzieckiego (7 kwietnia 1940)
- Order Lenina (7 kwietnia 1940)
- Order Aleksandra Newskiego (13 marca 1945)
- Order Wojny Ojczyźnianej I klasy (11 marca 1985)
- Order Wojny Ojczyźnianej II klasy (20 maja 1944)
- Order Czerwonej Gwiazdy (1953)
- Medal „Za zasługi bojowe” (1948)
- Medal za Odrę, Nysę, Bałtyk (Polska Ludowa)

I inne.